# Моррисон, Филип
Фи́лип Мо́ррисон (англ. Philip Morrison; 7 ноября 1915, Сомервилл, США — 22 апреля 2005, Кембридж, США) — американский астрофизик, участник Манхеттенского проекта. Являлся почётным профессором Массачусетского технологического института.

## Биография
Родился 7 ноября 1915 года в Сомервилле, США. С детства интересовался техникой, в 5 лет собрал своё первое радио. Вырос в Питтсбурге. В 1936 году окончил Технологический институт Карнеги с дипломом бакалавра. Получил диплом доктора философии по теоретической физике в 1940 году. После получения диплома два года преподавал физику в Университете штата в Сан-Франциско и Иллинойсском университете в Урбана-Шампейн.
В 1943 году вместе со своим учителем Робертом Оппенгеймером принял участие в Манхеттенском проекте. Помогал собирать бомбы, сброшенные на Хиросиму и Нагасаки. На заднем сидении своего личного автомобиля перевозил плутониевое ядро бомбы «Тринити» для первых испытаний в Нью-Мексико. Был в составе группы, совершившей турне по Японии после её капитуляции во Второй мировой войне.
После окончания войны активно выступал за контроль над вооружением. Подписал заявление против милитаризма. За свои взгляды был заподозрен в сочувствии коммунистам (во время учёбы в Беркли он вступил в Коммунистическую партию США) и был вызван для дачи показаний в комитет международной безопасности Сената США в 1953 году.
В 1946 году покинул Лос-Аламос и присоединился к Хансу Бете в Корнеллском университете. Здесь заинтересовался проблемами теоретической астрофизики и космологии. В 1950 году предложил начать поиск радиосигналов, посылаемых внеземными цивилизациями. Эта идея нашла своё воплощение в программе SETI.
В 1964 году перешёл в Массачусетский технологический институт. Здесь проводил исследования и написал ряд книг по проблемам разоружения. Позднее принял участие в ряде телевизионных программ и участвовал в создании документального фильма Степени десяти.
Хьюберт Ривз называл его человеком «необычайной культуры», а советский астрофизик Иосиф Шкловский высоко отзывался о гражданской позиции ставшего его приятелем Филипа Моррисона:

Всё же я лично знаю американского учёного, который проявил настоящее мужество и гражданскую доблесть в своих отношениях с людоедами. Это Фил Моррисон, в настоящее время один из ведущих американских астрофизиков-теоретиков. Тяжело больной, фактически калека, он ещё тогда, в далёкие сороковые годы, понял, что порядочность учёного и его честь несовместимы со служением Вельзевулу. Моррисон со скандалом ушёл из лос-аламосской лаборатории, громко хлопнув дверью. Он имел серьёзные неприятности, однако сломлен не был. Сидя с ним за одним столиком мексиканского ресторанчика в старой части Альбукерка, в какой-нибудь сотне миль от Лос-Аламоса, я смотрел в его синие, совершенно детские, ясные глаза — глаза человека с кристально чистой совестью. И на душе становилось лучше.
— Иосиф Шкловский. Эшелон

## Членство в академиях
- Американское физическое общество
- Американское астрономическое общество
- Федерация американских учёных
- Международный астрономический союз
- Национальная академия наук США
- Американская ассоциация учителей физики
- Американская академия искусств и наук
- Американское философское общество

## Награды
- 1958 — Премия памяти Рихтмайера, Американская ассоциация учителей физики
- 1965 — Медаль Эрстеда, Американская ассоциация учителей физики
- 1980 — Президентская премия Национальной академии наук США
- 1982 — Лекция Карла Янского
- 1987 — Премия Эндрю Геманта, Американский институт физики
- 1997 — Премия Уильяма Проктера за научные достижения